# Коржик (кондитерское изделие)
Коржик — кондитерское изделие из пресного сдобного теста. Ассортимент коржиков: молочные, сахарные, миндальные, с изюмом, с маком, украинские: батуринские и маковые.

## Виды

#### Молочный
Изготавливается по технологии пряничного или песочного теста, с химическими разрыхлителями.
Готовят тесто сырцовым способом. Сначала делают жидкую смесь из молока, яиц и сахара. Добавляют в неё ванилин, размятый сливочный маргарин и муку (смешанную с содой и просеянную). Замешивают тесто в течение 10—15 минут. Раскатывают в пласт толщиной 6—7 мм.
При помощи шаблона вырезают круглые лепёшки диаметром 95 мм. Выкладывают их на смазанный маслом противень и выпекают 10—15 минут при 190—200 °C. Вес изделия 81—83 г, влажность 14,5 %.

#### Батуринский
Назван по имени посёлка Батурин на Украине.
Варёные яичные желтки растирают с сырыми желтками, добавляют масло, сметану, сахар, сухое белое вино и перемешивают. Небольшими порциями добавляют муку и молотые орехи. Тесто раскатывают в пласт толщиной 1 см и вырезают круглые коржики. Выкладывают их на промасленный противень, накалывают вилкой, смазывают желтком и посыпают смесью сахара и орехов. Выпекают до подрумянивания.

#### Маковый (украинский)
Изделие украинской кухни, встречается под названиями макорженики, шулики.
Приготовление макового молока: зёрна мака заливают кипятком и дают им набухнуть. Лишнюю воду сцеживают, просушивают мак на салфетке. Растирают в ступке, подливая небольшими порциями кипячёную воду. Добавляют сахар или мёд.
Из муки, соды, яиц, масла и сахара замешивают крутое тесто. Раскатывают в пласт толщиной 0,5 см, надрезают на квадраты и накалывают вилкой. Выпекают, дают остыть, надламывают по нанесённым надрезам и заливают маковым молоком с мёдом.